# Sofia di Sassonia-Weissenfels (duchessa di Anhalt-Zerbst)
Sofia di Sassonia-Weissenfels (Halle, 23 giugno 1654 – Zerbst, 31 marzo 1724) è stata una principessa sassone e duchessa consorte di Anhalt-Zerbst.

## Biografia
Era figlia del duca Augusto di Sassonia-Weissenfels e della prima moglie Anna Maria di Mecleburgo-Schwerin. Venne chiamata con il nome della bisnonna paterna, la principessa elettrice Sofia di Brandeburgo.
Venne data in moglie al duca Carlo Guglielmo di Anhalt-Zerbst che sposò a Halle il 18 giugno 1676.
Contrariamente all'uso corrente nelle corti barocche dell'epoca, Sofia ed il marito condividevano la stessa camera da letto, il che fa suggerire che la loro fosse un'unione d'amore.
Dal matrimonio nacquero tre figli:
- Giovanni Augusto (Zerbst, 29 luglio 1677-Zerbst, 7 novembre 1742), succeduto al padre;
- Carlo Federico (Zerbst, 2 luglio 1678-Zerbst, 1º settembre 1693);
- Maddalena Augusta (Zerbst, 23 ottobre 1679-Altenburg, 11 ottobre 1740) che sposò il duca Federico II di Sassonia-Gotha-Altenburg.

Sofia si spense all'età di 69 nelle sue camere del castello di Zerbst e venne sepolta il 7 giugno 1724 nella cripta principesca della chiesa di corte di San Bartolomeo. Nel 1899 il duca Federico I d'Anhalt fece trasferire i suoi resti nella tomba di famiglia dei principi di Zerbst, situata nella cappella del castello di Zerbst. Dopo la distruzione del palazzo nel 1945, i resti della bara danneggiata furono di nuovo trasferiti nella chiesa di San Bartolomeo.

## Ascendenza
|                                           |                                      |                                            | Genitori                          |  |  | Nonni |  |  | Bisnonni                |  |  | Trisnonni             |  |
|                                           |                                      |                                            |                                   |  |  |       |  |  | Cristiano I di Sassonia |  |  | Augusto I di Sassonia |  |
|                                           |                                      |                                            |                                   |  |  |       |  |  | Cristiano I di Sassonia |  |  | Augusto I di Sassonia |  |
|                                           |                                      | Anna di Danimarca                          |                                   |  |  |       |  |  | Cristiano I di Sassonia |  |  |                       |  |
| Giovanni Giorgio I di Sassonia            |                                      |                                            |                                   |  |  |       |  |  | Cristiano I di Sassonia |  |  |                       |  |
|                                           |                                      | Sofia di Brandeburgo                       | Giovanni Giorgio di Brandeburgo   |  |  |       |  |  |                         |  |  |                       |  |
|                                           |                                      | Sofia di Brandeburgo                       | Giovanni Giorgio di Brandeburgo   |  |  |       |  |  |                         |  |  |                       |  |
|                                           |                                      | Sofia di Brandeburgo                       | Sabina di Brandeburgo-Ansbach     |  |  |       |  |  |                         |  |  |                       |  |
| Augusto di Sassonia-Weissenfels           |                                      | Sofia di Brandeburgo                       |                                   |  |  |       |  |  |                         |  |  |                       |  |
|                                           |                                      | Alberto Federico di Prussia                | Alberto I di Prussia              |  |  |       |  |  |                         |  |  |                       |  |
|                                           |                                      | Alberto Federico di Prussia                | Alberto I di Prussia              |  |  |       |  |  |                         |  |  |                       |  |
|                                           |                                      | Alberto Federico di Prussia                | Anna Maria di Brunswick-Lüneburg  |  |  |       |  |  |                         |  |  |                       |  |
| Maddalena Sibilla di Hohenzollern         |                                      | Alberto Federico di Prussia                |                                   |  |  |       |  |  |                         |  |  |                       |  |
|                                           |                                      | Maria Eleonora di Jülich-Kleve-Berg        | Guglielmo di Jülich-Kleve-Berg    |  |  |       |  |  |                         |  |  |                       |  |
|                                           |                                      | Maria Eleonora di Jülich-Kleve-Berg        | Guglielmo di Jülich-Kleve-Berg    |  |  |       |  |  |                         |  |  |                       |  |
|                                           |                                      | Maria Eleonora di Jülich-Kleve-Berg        | Maria d'Austria                   |  |  |       |  |  |                         |  |  |                       |  |
| Sofia di Sassonia-Weissenfels             |                                      | Maria Eleonora di Jülich-Kleve-Berg        |                                   |  |  |       |  |  |                         |  |  |                       |  |
|                                           | Giovanni VII di Meclemburgo-Schwerin | Giovanni Alberto I di Meclemburgo-Schwerin |                                   |  |  |       |  |  |                         |  |  |                       |  |
|                                           | Giovanni VII di Meclemburgo-Schwerin | Giovanni Alberto I di Meclemburgo-Schwerin |                                   |  |  |       |  |  |                         |  |  |                       |  |
|                                           | Giovanni VII di Meclemburgo-Schwerin | Anna Sofia di Prussia                      |                                   |  |  |       |  |  |                         |  |  |                       |  |
| Adolfo Federico I di Meclemburgo-Schwerin | Giovanni VII di Meclemburgo-Schwerin |                                            |                                   |  |  |       |  |  |                         |  |  |                       |  |
|                                           |                                      | Sofia di Holstein-Gottorp                  | Adolfo di Holstein-Gottorp        |  |  |       |  |  |                         |  |  |                       |  |
|                                           |                                      | Sofia di Holstein-Gottorp                  | Adolfo di Holstein-Gottorp        |  |  |       |  |  |                         |  |  |                       |  |
|                                           |                                      | Sofia di Holstein-Gottorp                  | Cristina d'Assia                  |  |  |       |  |  |                         |  |  |                       |  |
| Anna Maria di Mecleburgo-Schwerin         |                                      | Sofia di Holstein-Gottorp                  |                                   |  |  |       |  |  |                         |  |  |                       |  |
|                                           |                                      | Enno III della Frisia orientale            | Edzardo II della Frisia orientale |  |  |       |  |  |                         |  |  |                       |  |
|                                           |                                      | Enno III della Frisia orientale            | Edzardo II della Frisia orientale |  |  |       |  |  |                         |  |  |                       |  |
|                                           |                                      | Enno III della Frisia orientale            | Caterina Vasa                     |  |  |       |  |  |                         |  |  |                       |  |
| Anna Maria della Frisia orientale         |                                      | Enno III della Frisia orientale            |                                   |  |  |       |  |  |                         |  |  |                       |  |
|                                           |                                      | Anna di Holstein-Gottorp                   | Adolfo di Holstein-Gottorp        |  |  |       |  |  |                         |  |  |                       |  |
|                                           |                                      | Anna di Holstein-Gottorp                   | Adolfo di Holstein-Gottorp        |  |  |       |  |  |                         |  |  |                       |  |
|                                           |                                      | Anna di Holstein-Gottorp                   | Cristina d'Assia                  |  |  |       |  |  |                         |  |  |                       |  |
|                                           |                                      | Anna di Holstein-Gottorp                   |                                   |  |  |       |  |  |                         |  |  |                       |  |